# Podolí (Telč)
Podolí (německy Podol) je část města Telč v okrese Jihlava. Nachází se na jihovýchodě Telče. V roce 2009 zde bylo evidováno 357 adres. V roce 2001 zde trvale žilo 1172 obyvatel.
Podolí leží v katastrálním území Telč o výměře 20,49 km2.

## Počet obyvatel
| Rok            | 1869 | 1880 | 1890 | 1900 | 1910 | 1921 | 1930 | 1950 | 1961 | 1970 | 1980 | 1991 | 2001 |
| -------------- | ---- | ---- | ---- | ---- | ---- | ---- | ---- | ---- | ---- | ---- | ---- | ---- | ---- |
| Počet obyvatel | 968  | –    | 1099 | 1136 | 1194 | –    | 1257 | –    | –    | 1023 | 1420 | 1232 | 1172 |